# Хосе Санхурхо

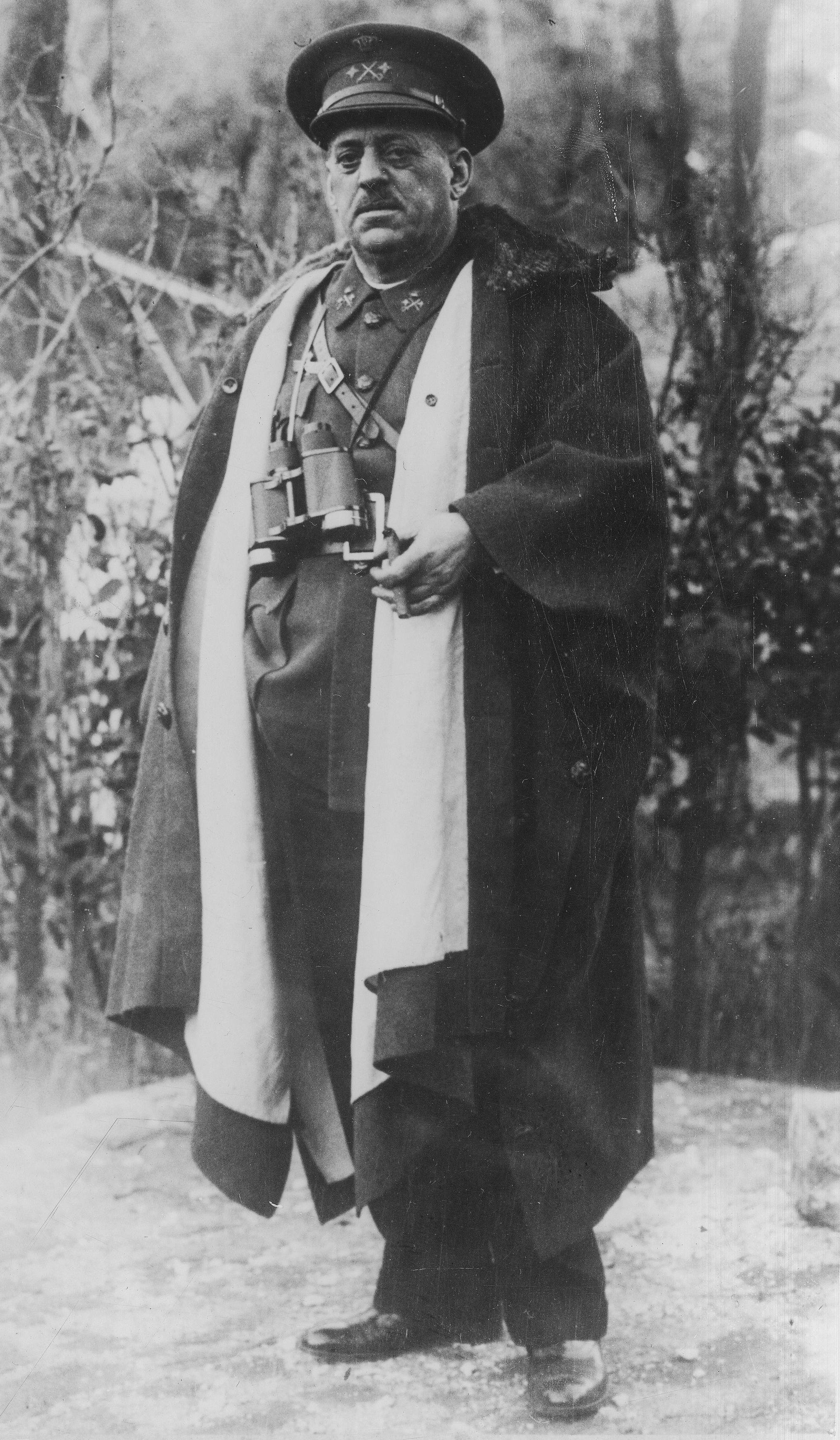
Хосе Санхурхо

Хосе́ Санху́рхо і Сака́нель (ісп. José Sanjurjo y Sacanell [saŋˈxuɾxo]; 28 березня 1872, Памплона — 20 липня 1936, Кашкайш) — іспанський генерал, один із військових лідерів липневого перевороту 1936 року, з якого розпочалася Громадянська війна в Іспанії.
У 1927 році отримав дворянський титул Маркіз де Ріф.
Монархіст, був противником Другої Іспанської Республіки. Очолював військовий переворот у серпні 1932 року, відомий як Санхурхада, який влада придушила. Засуджений до смертної кари, проте вирок було змінено на пожиттєве ув'язнення, а у 1934 році Санхурхо вийшов на свободу за амністією. 
Брав участь у перевороті 1936 року, перебуваючи в екзилі в Португалії. Після перевороту дехто очікував, що Санхурхо очолить антиреспубліканський фронт, проте він загинув у авіакатастрофі на третій день після початку війни. Підозри про диверсію досі не доведено. 